# Urbanismo de Martos

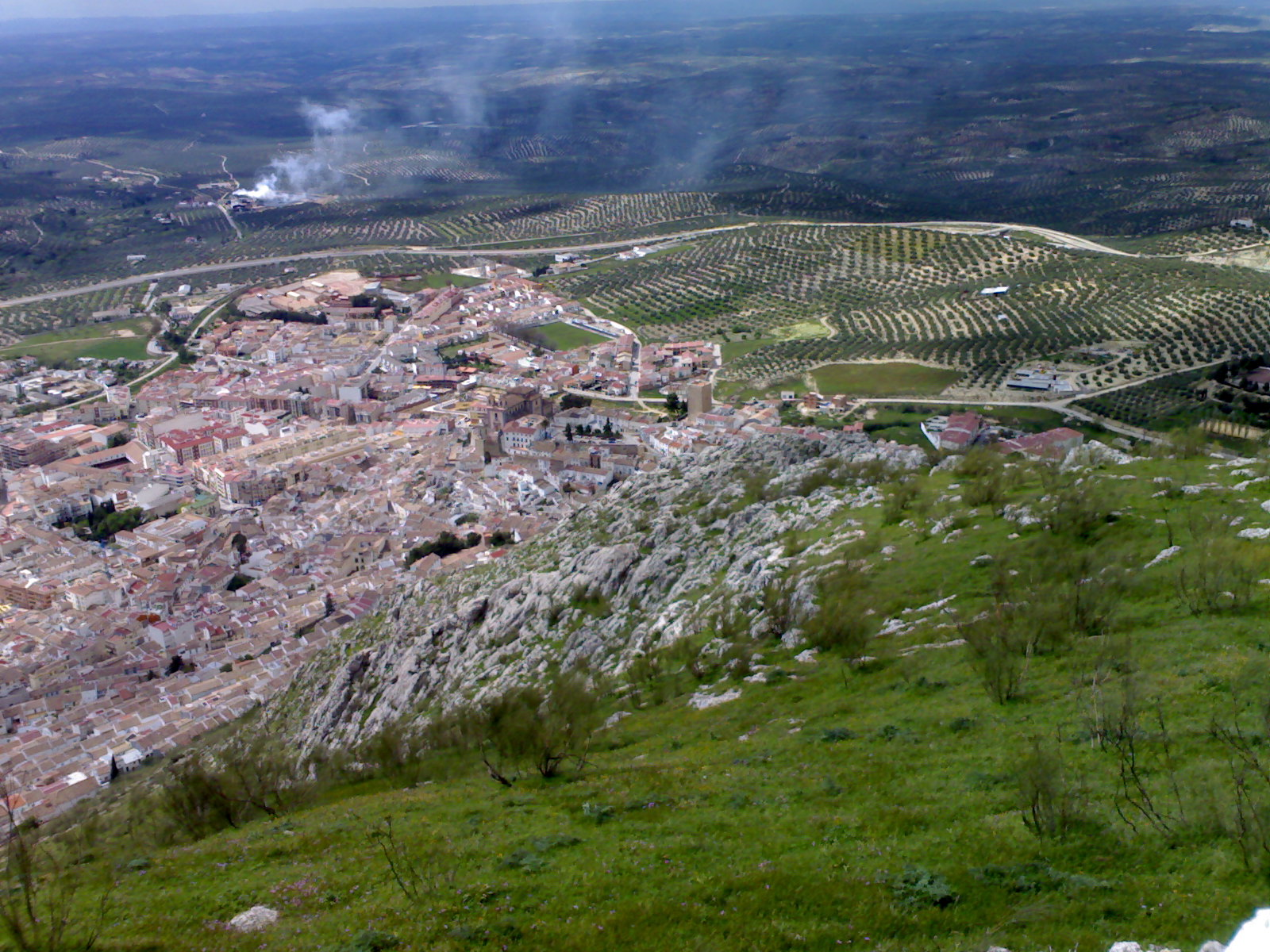
Vista aérea del casco antiguo de Martos, al pie de la Peña.

El desarrollo urbanístico en Martos, provincia de Jaén (España), históricamente ha estado condicionado por la orografía. Este hecho queda explicado por el asentamiento urbano de Martos, el cual se ha producido al pie de la ladera Oeste de la Peña. La trama urbana más antigua se dispone abrigando a la Peña por el Oeste y el Norte, mirando hacia las tierras más llanas del valle del Guadalquivir, hecho que ha propiciado el crecimiento hacia el Oeste y Sur de la ciudad. La orografía condiciona por tanto, la estructura irregular de las calles del casco antiguo, los entrantes y salientes del perímetro urbano y el crecimiento ramificado a partir del centro, pero también explica su carácter defensivo, forjado sobre todo en el periodo histórico que situó a Martos en tierras fronterizas entre musulmanes y cristianos.

## Historia urbanística

### Orígenes
La estructura urbana de Martos y de su término municipal tiene su origen desde el Paleolítico, al haber sido, el territorio, ocupado y explotado para aprovechar sus recursos. Existen datos de asentamientos, a raíz de las excavaciones arqueológicas del Polideportivo, desde finales del período Neolítico. Los estudios apuntan un proceso de sedentarización de comunidades campesinas-recolectoras que a lo largo del tiempo han coexistido junto a los arroyos de agua dulce, como el arroyo de la Fuente. 
La diversidad de paisajes que posee el término municipal de Martos, con la campiña alta al norte y pie de monte de las sierras por el sur, ofrecía sendos ambientes, que desde el punto de vista de la economía proporcionan dos tipos de ocupación del territorio desde la Edad del Cobre hasta la Edad del Bronce, relacionados con estrategias de explotación de recursos. Así, por un lado se encuentran verdaderos asentamientos estables, y por otro, al pie de las sierras de Martos, aparecen pequeños enclaves situados sobre cerros, de población pastoril y trashumante.

### Historia antigua
El desarrollo urbano importante vendrá en la época ibérica Martos, entonces llamada Tucci, se conforma como núcleo protourbano con un emplazamiento sobre la falda del hito topográfico y defensivo de la Peña.
Tras la segunda guerra púnica, hay que destacar la transformación que se produce en la organización del territorio de Tucci. La conquista romana del territorio del sur peninsular se basó en el establecimiento de pactos entre las comunidades indígenas y la Antigua Roma, según los cuales, los romanos se comprometían a respetar y mantener las instituciones y organización de los pueblos iberos a cambio de asumir la autoridad de Roma y el pago de impuestos territoriales en especie. Este pacto propició la construcción de numerosas torres de vigía y fortalezas a lo largo de todo el territorio para proteger los recursos de la comunidad frente a otras civilizaciones.
En torno al año 15 d. C., el emperador César Augusto fundó en Tucci la Colonia Augusta Gemella Tuccitana, remodelando los asentamientos existentes con nuevas estructuras defensivas o se renuevan para nuevos fines. La ciudad se extendía al pie de La Peña, en el espacio menos escarpado que se encuentra hacia el noroeste, hacia varios cerros y terrazas naturales, y delimitado el espacio entre el arroyo la de La Fuente de la Villa y otro arroyo menor que nace al sur de La Peña. La zona más llana corresponde a la actual plaza de la Constitución donde se instaló el foro municipal, y su extensión podría estar marcada por los límites de la necrópolis, ocupando un espacio irregular adaptado a la orografía natural comprendido entre las terrazas bajas de La Peña y cerro de la Villa. La estructura urbana se adapta al relieve del terreno dando lugar a calles en terrazas longitudinales de gran extensión y otras perpendiculares empinadas que desarrollan una estructura viaria sencilla.

### Época medieval
Épocas visigoda e islámica
Durante época visigoda el trazado de la ciudad probablemente se mantuvo relativamente íntegro y dentro de los límites del recinto amurallado, manteniéndose asimismo un hábitat campesino en esta zona de vega, con viviendas, una parroquia e incluso alguna necrópolis.
Durante la época islámica la ciudad comience un período de recuperación y se produce una transformación de la morfología urbana. Existían dos espacios diferenciados, condicionados por la existencia de al menos dos mezquitas. El núcleo principal, llamado Almedina, encerraba la mezquita mayor, que en Martos posiblemente estuviera en donde se levantaba el templo de Hércules, en la actual Real Iglesia de Santa Marta; otra mezquita menor se levantaba bajo la actual iglesia de Santa María de la Villa. El aumento de población provoca un proceso de reparcelación, construyendo casas en los huertos interiores, a las que se accedería por pequeñas callejuelas, dando lugar así a la aparición de los adarves. 
El zoco y la alcaicería se levantan en torno a la mezquita principal, conformando el núcleo comercial donde antes se levantaba el Foro romano, en la actual plaza de la Constitución. El recinto fortificado tenía su propia muralla que separaba la Almedina del resto del recinto amurallado que protegía la ciudad. En su interior coexistía el castillo urbano, el castillo de la Villa. En la peña de Martos estaba la fortaleza alta, el castillo de la Peña. El sistema defensivo de la fortaleza de la peña se articulaba en torno a tres recintos que parecen claros: uno exterior, formado por el recinto amurallado, otro interior, donde se levantaba el alcazarejo, y que también se encontraba amurallado y la torre del homenaje, último baluarte dentro de este recinto. La ciudad también crece en estos años hacia las afueras de las murallas, en donde se establecen nuevos zocos y mercados, constituyéndose los arrabales estructurados por un sistema radial de caminos divergentes que parten de la puerta, formándose las típicas manzanas en cuña.

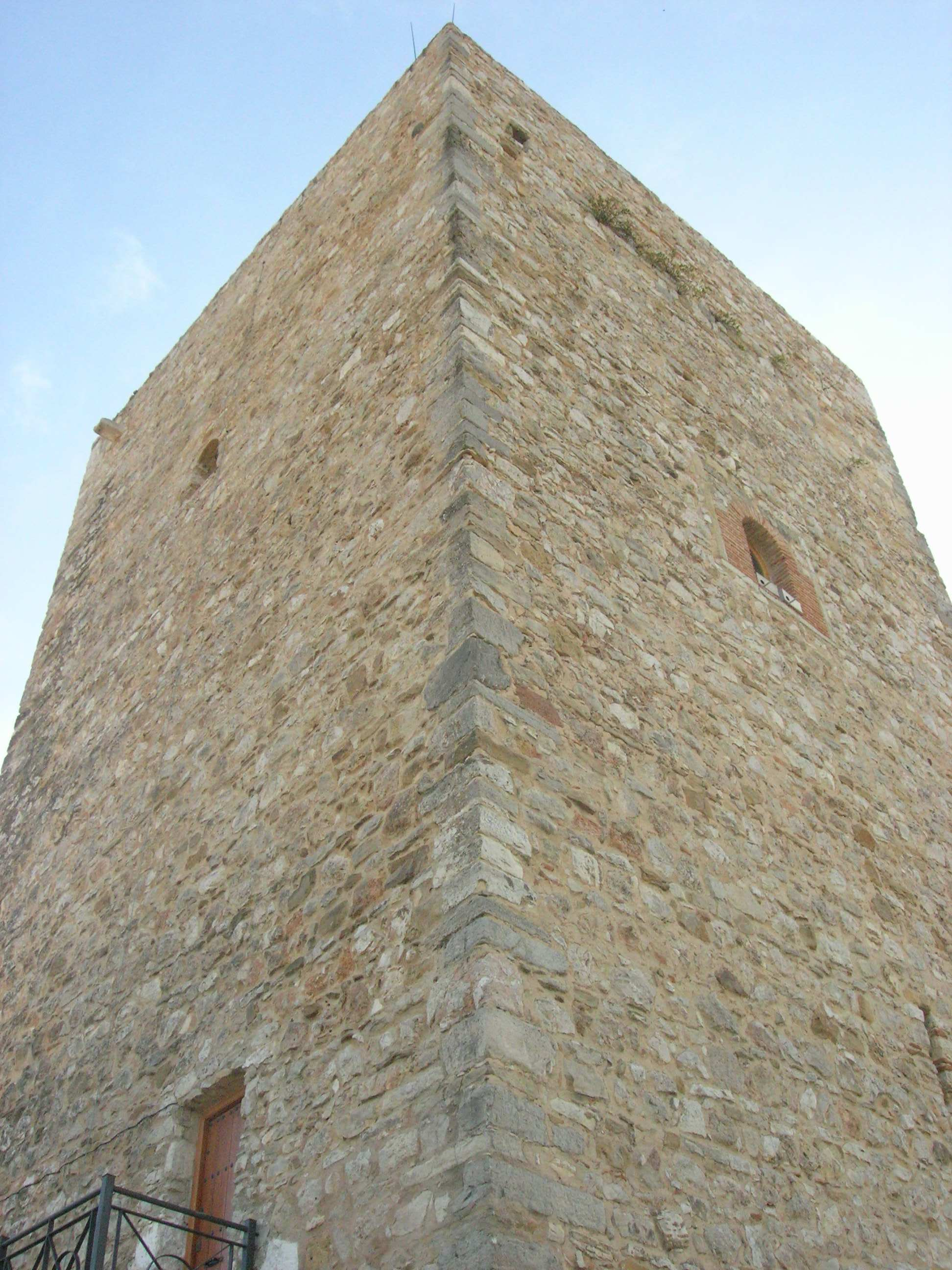
Castillo de la Villa, castillo urbano
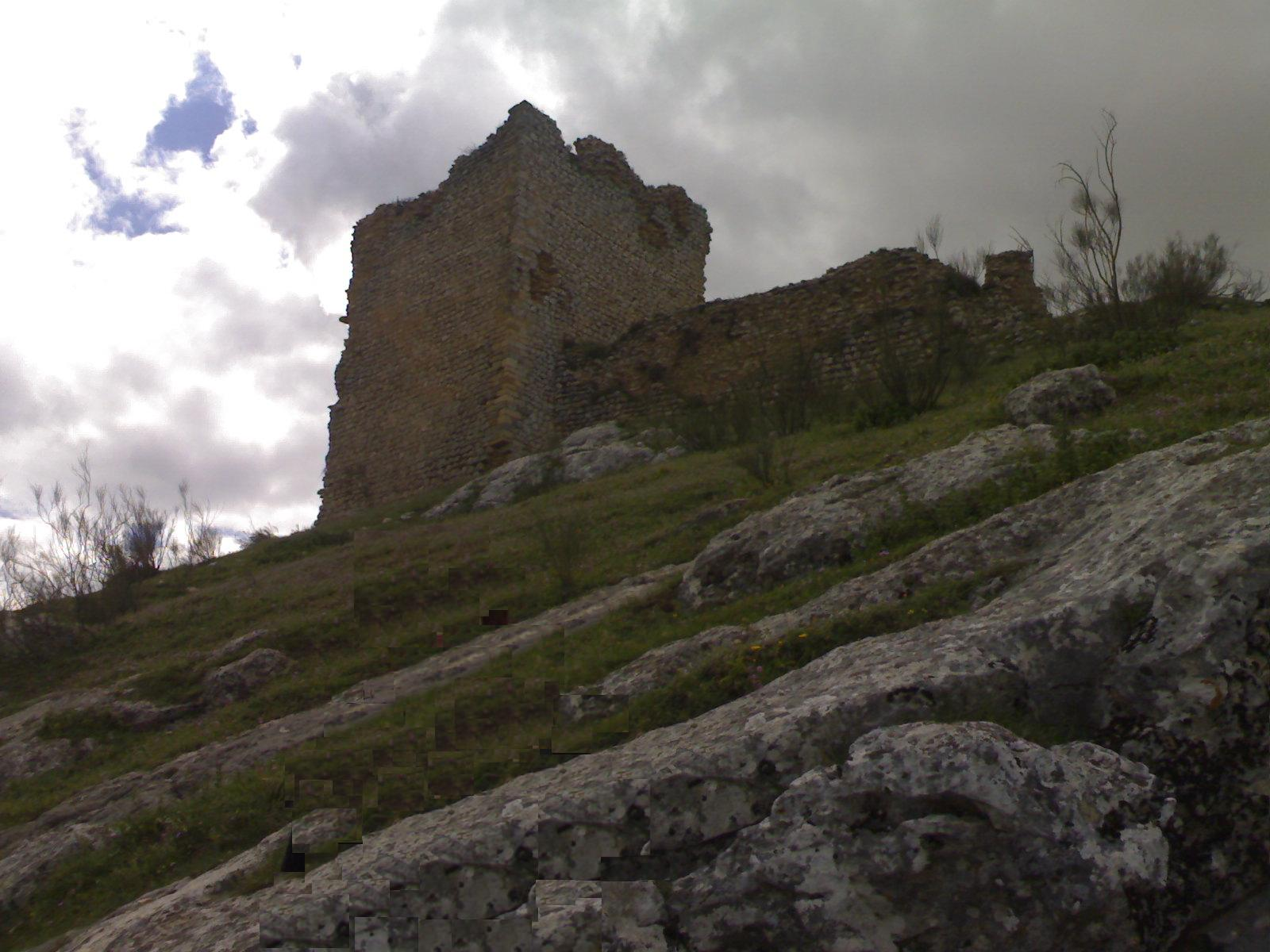
Castillo de la Peña, fortaleza alta

Época cristiana
Durante la Reconquista cristiana, tras ser la ciudad fue conquistada en 1219 por Fernando III el Santo, y en 1228, entregada la ciudad a la Orden Militar de Calatrava, con todo su término y los de Porcuna, Víboras y parte de Arjona, la ciudad quedó parcialmente despoblada durante algunos años, al ser abandonada por los musulmanes. No será hasta 1251, ya plaza segura después de la conquista del Reino de Jaén, y tras delimitar el término de Martos, cuando empezaron a llegar los colonos cristianos, atraídos por la bonanza de sus tierras.
La ciudad castellana organiza su población y el espacio urbano en torno a las parroquias de Santa Marta, que se levantaba en el lugar ocupado por la mezquita aljama y se convertirá en el centro de la vida económica al establecerse aquí también el mercado y el cabildo y la parroquia de Santa María, donde se encontraba otra de las mezquitas, en el promontorio de Nuestra señora de la Villa. La ciudad se transforma y el espacio público toma preeminencia sobre el carácter privado de la ciudad islámica, abriéndose plazas y ampliando algunas calles; se consolidan los arrabales y la ciudad se expande hacia el oeste y el sur, de orografía más suave y alomada, a lo largo de los caminos que salen de las puertas: Arco ventosilla, calle Real o calle de San Bartolomé entre otras, las fortificaciones se transforman pero no se amplía el recinto amurallado.

### Edad Moderna

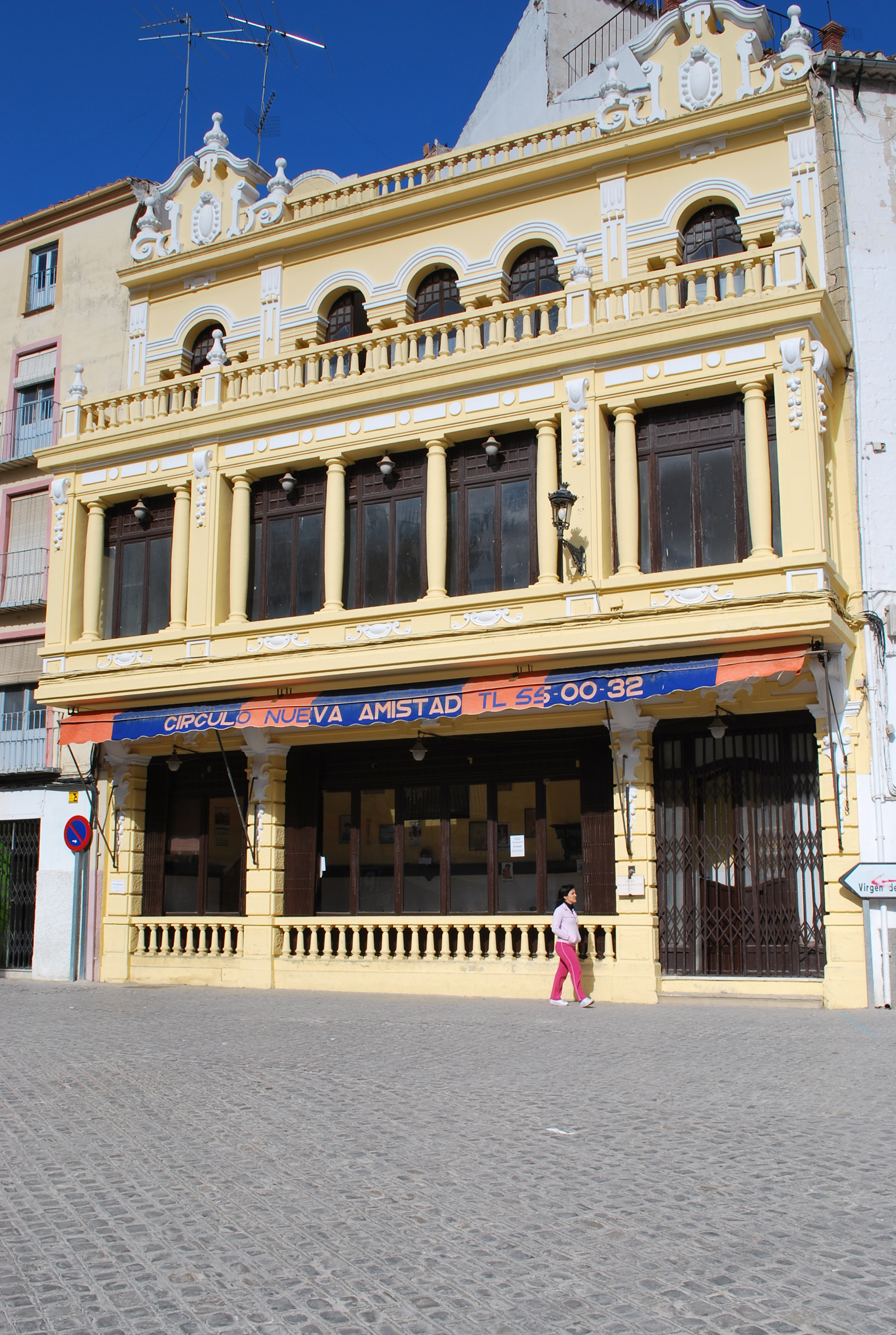
Círculo Nueva Amistad, edificio Regionalista en la plaza de la Constitución.

En el siglo XVI, Martos vive una etapa de esplendor que la sitúa como centro urbano de primer orden gracias a personalidades como Don Pedro Aboz y Enríquez, corregidor de la villa, el humanista Diego de Villalta, el teórico de la reforma, y el arquitecto Francisco del Castillo el Mozo, que lleva a cabo un ambicioso programa urbanístico-monumental para la ciudad con la ejecución de obras como la cárcel, casa del Cabildo, iglesia y campanario de Santa Marta, Fuente de Neptuno y la restauración del Santuario de Nuestra Señora de la Villa. Por otra parte se construyeron nuevas vías: la calle de la Fuente y la plaza de la Fuente Nueva, el barrio de las Heras, la apertura de la calle del Albollón, el barrio de la Puerta de Jaén entre la plaza de Santa Marta y la salida hacia Jaén y el barrio del camino de Torredonjimeno, que se ubicaba entre el comienzo de la Plaza de la Fuente Nueva y la salida hacia esa población. Asimismo, se fundan una serie de conventos e iglesias.
Durante los siglos XVII y XVIII, la ciudad continúa su expansión, fuera de las murallas, hacia el norte como las calles Huertas, Llana Baja o Fuente del Baño, hacia el oeste como la calle San Francisco y hacia el llano como la calle Campiña. Desde mediados del siglo XVIII se estaba produciendo un crecimiento de la población, dando lugar a cambios sociales, económicos y urbanísticos. En este siglo el casco histórico de Martos se encontraba ya totalmente urbanizado y cercado aún por las murallas medievales; en la zona del Llanete, en torno al Corral del Concejo existe un núcleo consolidado de población que propiciará la expansión de la ciudad hacia el llano con un urbanismo, de espíritu neoclásico del siglo XVIII, entre las calles Campiña y Carrera, edificado en su totalidad. Las calles Albollón y Real de San Fernando, que unen el centro administrativo de la Plaza de la Constitución con los nuevos crecimientos extramuros, se convierten en los dos ejes fundamentales del siglo XIX, en torno a los cuales se asentará la burguesía industrial y comercial de Martos.

### Edad Contemporánea
siglo XIX
A mediados de siglo XIX, Martos termina por configurarse como el primer núcleo olivarero de la provincia, con un fuerte crecimiento demográfico. Esta situación favoreció el nacimiento de una burguesía local que importa la nueva arquitectura europea, que se aleja de los rasgos de las casas solariegas. Surge una nueva arquitectura residencial: grandes viviendas unifamiliares, entre medianeras o exentas con jardín a modo de villa. En este sentido son los “hotelitos”, los que proliferan en la zona de la Vega a las afueras del núcleo urbano con amplias fachadas de una gran profusión ornamental y donde se muestran los nuevos estilos: modernista, regionalista o historicista. En este contexto de embellecimiento de la ciudad se crea una zona de paseo en la falda de la Peña, el llamado Paseo del Calvario, que por primera vez reivindica el espacio natural que supone La Peña y sus cualidades paisajísticas.
La última década del siglo XIX, supone un hito en el desarrollo de la ciudad con la llegada del ferrocarril a Martos con la línea Jaén-Campo Real (Puente Genil), desmantelada en 1984. Paralelamente se traza la que en el futuro sería la N-321, convirtiéndose en las primeras salidas comerciales de la producción aceitera y un verdadero motor del desarrollo económico de la comarca. El camino que une a la población con la estación del tren, el Paseo de la Estación (hoy Avda. San Amador), se convierte en otro de las líneas de expansión de Martos.

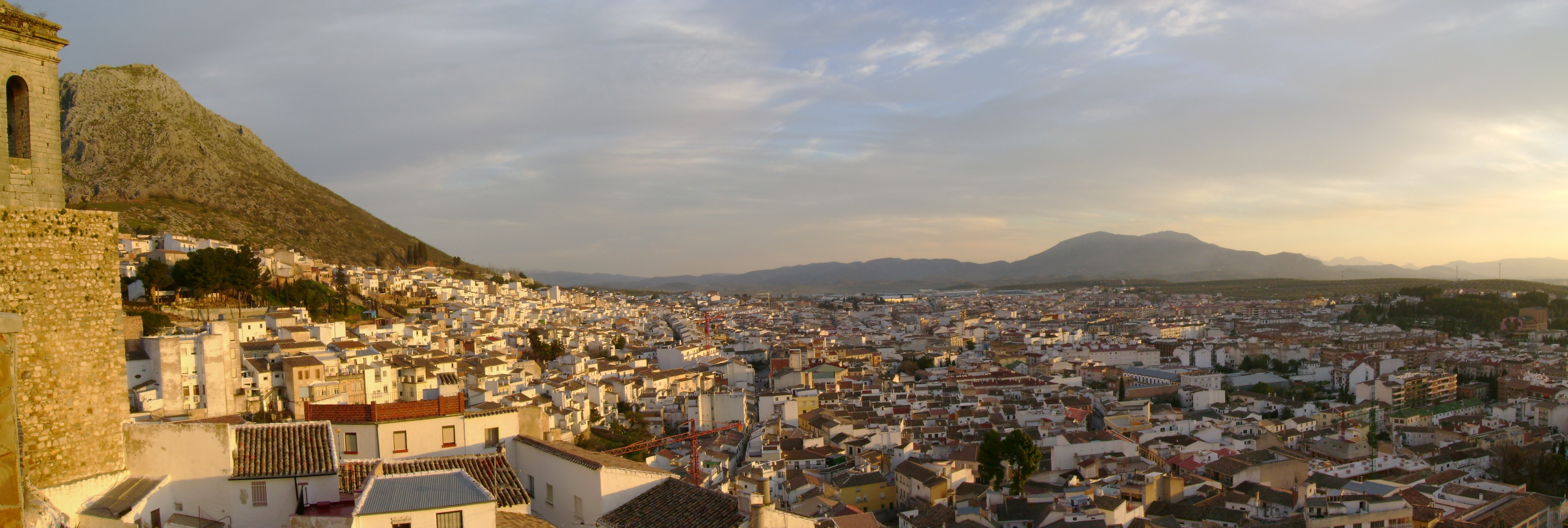
Panorámica de Martos desde el mirador de Santa María de la Villa, donde se observa el crecimiento de la ciudad hacia el suroeste.

siglo XX, el ensanche

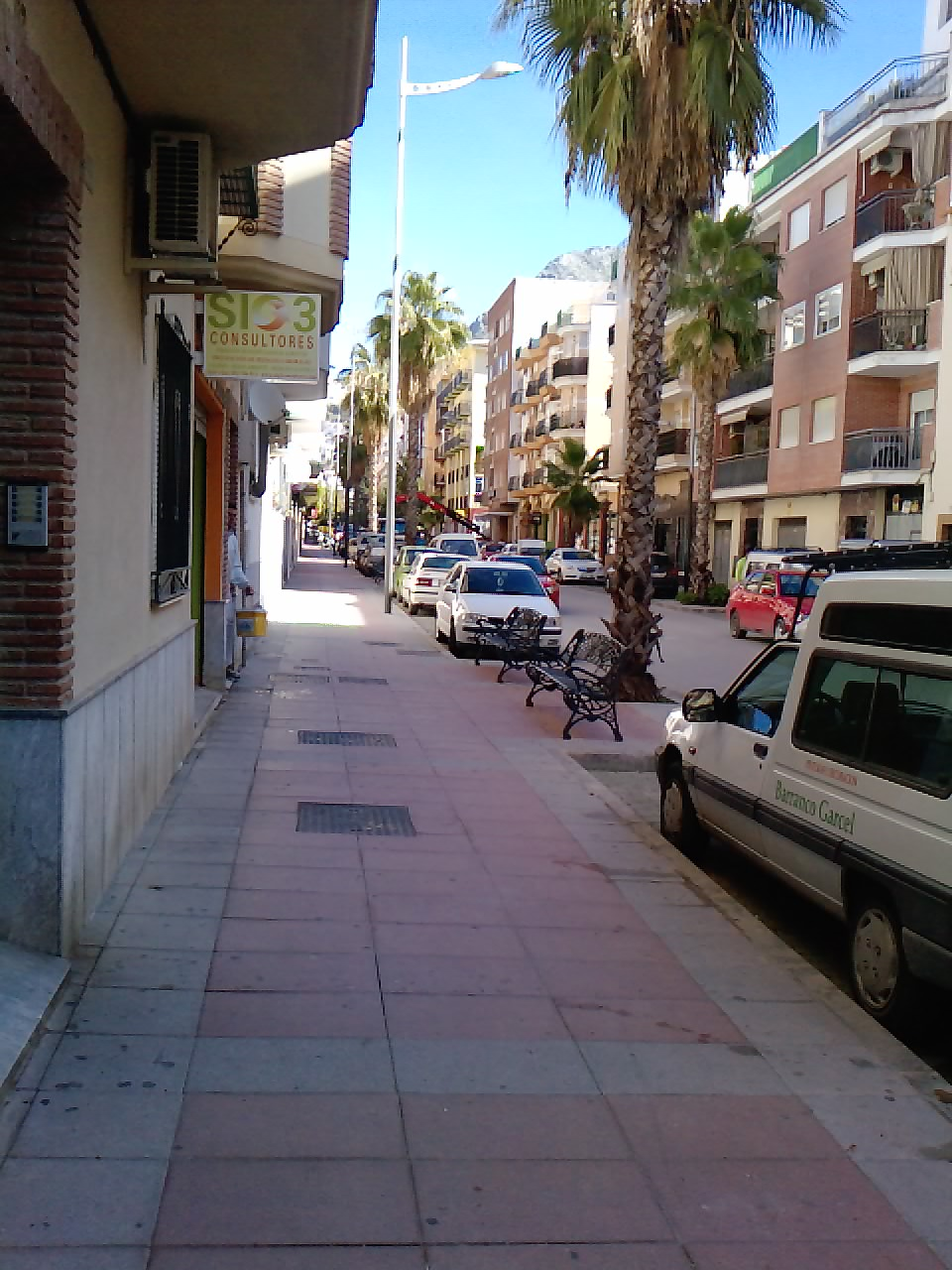
Avda. San Amador, vial planificado dentro del Plan de Ensanche.

Durante el primer tercio del siglo XX, el crecimiento de la ciudad continua las mismas pautas, redactándose en 1924 un Plan de Ensanche, que significó la consolidación de los procesos de expansión urbana hacia el llano. En este sentido se crearon nuevas zonas de estancia y recreo, debido a las dificultades de acceso que plantea el subir al Paseo de la Peña, como el Paseo Reina Victoria (actual Avenida de San Amador), con una concepción unitaria en la que se combina el espacio público con las viviendas regionalistas que se
alzan a ambos lados.
Tras la Guerra Civil, la Dirección General de Regiones Devastadas reconstruye la Iglesia de Santa María de la Villa y San Amador y edifica un nuevo mercado en la plaza de Santa Marta, sobre el solar del antiguo Convento de las Clarisas. Se construyen una serie de viviendas adosadas en la carretera de la Fuensanta, constituyendo un pequeño ensanche en las afueras de la ciudad, únicamente conectado con esta a través de la actual calle Príncipe Felipe.
El aumento de población llega a su cima a mediados del siglo XX, con 30 513 habitantes en 1950; a partir de ese momento, con la crisis económica y la emigración, comienza a descender la población y se detiene el crecimiento urbano. En este momento las actuaciones urbanísticas se centran en la renovación del tejido urbano existente con pavimentación de calles, canalización de aguas, construcción de equipamientos en el Llanete como Correos y un nuevo mercado, que provoca el traslado del epicentro comercial a este punto de la ciudad. Este proceso, relacionado también con los problemas de accesibilidad al casco antiguo, se consolida con la construcción del Parque Manuel Carrasco en la década de 1960, que ofreció un nuevo y atractivo reclamo de actividades.
La década de 1970 supuso un hito en el desarrollo urbanístico, económico y social para la ciudad con la instalación de la factoría francesa Valeo Iluminación. La instalación de una fábrica de tales dimensiones en estas tierras, entonces dedicadas plenamente a la agricultura, resultó ser un revulsivo que se materializó con la construcción de un gran polígono industrial a un kilómetro del sur de la ciudad, así como la construcción de grandes bloques de viviendas en altura como el complejo Miraflores. Este hecho provocó que el crecimiento de la ciudad se dirigiera hacia el suroeste, buscando la unión del polígono con el centro urbano gracias a la construcción de nuevos viales como la Avda. de los olivares o la Avda. de España y el barrio de Nuevo Martos.
siglo XXI
El crecimiento urbanístico actual de la ciudad está condicionado por los nuevos Planes Generales de Ordenación Urbana (PGOU) como recoge la Ley de Ordenación Urbanística de Andalucía, Ley 7/2002.